# تششمه ولغة (مقاطعة إسلام آباد غرب)
تششمه‌ولغة (بالفارسية: چشمه‌ولگه) هي قرية تقع في قسم حومة الجنوبي الريفي (مقاطعة إسلام آباد غرب) في إيران. يقدر عدد سكانها بـ 36 نسمة بحسب إحصاء 2016.